# Kovács Tibor (üzletember)
Kovács Tibor (Szeged, 1970. augusztus 8. –) magyar üzletember, vállalatvezető, média szakértő.

## Tanulmányai
1984-1988 között a kalocsai mezőgazdasági szakközépiskola tanulója volt.
1988-1991 között a Pannon Agrártudományi Egyetem (Kaposvári Egyetem) hallgatója volt, ahol üzemmérnök diplomát szerzett. Településszociológiai kutatásokat folytatott, aprófalvas térségek népességmegtartó erejének tematikában.
1996-1998 között a Budapesti Közgazdasági Egyetemen személyügyi szakon másoddiplomát szerzett.
2010-2012 között részt vett Berlin University for Professional Studies és a Forum Journalism and Media Vienna (flume) szervezésben indított és nemzetközi médiaképző intézetek (Poynter Institute, St. Petersburg/USA; Universidad Miguel Hernández, Elche/Spain) közreműködésével lebonyolított IMIM – Intrernational Media Innovation Management Archiválva 2022. augusztus 20-i dátummal a Wayback Machine-ben master képzésén.

## Szakmai pályafutása
Diploma megszerzése és a sorkatonai szolgálat letöltése után, 1993-tól a Baranya Megyei Munkaügyi Központban kezdett dolgozni álláskeresési technika és kommunikációs trénerként, pályakezdők és tartós munkanélküliek elhelyezkedését támogató szolgáltatásban.
1995-től először a megyei munkaügyi központban munkaerőpiaci elemzőként dolgozott, majd 1996-tól a Munkaügyi Minisztérium Alapkezelési Főosztályán aktív munkaerőpiaci támogatási programok felhasználásának ellenőrzését végezte.
1997 januárjától a Pécsi Vízmű Rt. HR vezetője lett, ahol a francia Sues Lyonnaise des Eaux tulajdonos irányításával a működés átalakításának emberi erőforrás gazdálkodási feladatait vezette.
1998 júniusától egy japán autórádió gyár a Clarion Electronics Kft. zöldmezős beruházásában vett részt HR igazgatóként, ahol Magyarország akkori legnagyobb, Európa második legnagyobb autórádió gyárának beindításához szükséges 800 fő – munkaerő felvételét, betanítását és az emberi erőforrás gazdálkodás és működési szabályozási rendszer kialakítását végezte.

### Médiakarrier
1999-ben HR igazgatóként csatlakozott  a Ringier Kiadó Kft.-éhez, amikor a kiadó a Blikk mellé megvásárolta a Nemzeti Sport kiadót így annak szervezeti integrációjában és az új vezetési rendszer kialakításában már meghatározó szerepet játszott. 2004.-ig a HR terület irányítása mellett a társaság vállalati kommunikációja is hozzá tartozott. Ezen időszak alatt vált a vállalat Magyarország egyik legnagyobb kiadójává, ami számos akvizíciós és integrációs feladatot jelentett.
2004-ben a HR területről a kiadó üzleti oldalára ült át, és lett a napilap portfólió üzletágvezetője. Hozzá tartozott Blikk, Nemzeti Sport, Mai Nap, Képes Sport és ezek online kiadásai is. Ebben az időszakban a svájci Ringier másik magyarországi érdekeltségében a Népszabadság Zrt-ben felügyelőbizottsági tag volt, így akkor ráhatása volt összes piacvezető országos napilapra és kiadói működésére.
Amint a Ringier többségi tulajdont szerzett a Népszabadság Zrt.-ben, úgy élve menedzsment kijelölési jogával 2007. január 01-től Kovács Tibort nevezte ki vezérigazgatónak és az igazgatóság elnökének. Irányítása alatt került megfogalmazásra a napilap 21.századi credo-ja, mely értelmében az orgánum, „…belpolitika maradjon baloldali, a gazdasági megközelítés legyen liberális, kulturális téren pedig a nemzeti értékek közvetítése kapjon szerepet.”
Irányítása alatt a vállalat megerősítette piaci jelenlétét. Ugyan a terjesztési körülmények és fogyasztói szokások a napilap példányszámát csökkentették, de a szeriőz szegmensben piacvezető maradt a lap. Mellette magazin- és könyvkiadási üzletágat épített 146 kiadott könyvvel 1,7 millió értékesített példánnyal, és a legnagyobb példányszámú képzési- és ismeretterjesztő CD és DVD sorozatokat adta ki a kiadó 82 kiadvány közel 3 millió eladott példánnyal.
A lap online változatának megújításával a NOL.hu elnyerte az év honlapja díjat, melyet a szerkesztőségi működés integrációs projektje is kísért. Új szolgáltatások beindításával egy komplex modern médiavállalatot alakított ki, híraggregátort (hirmatrix.hu) állás portált (jobmatrix.hu) blog (nolblog.hu) és társkereső (nolrandi.hu) szolgáltatásokat indított és a videós tartalomgyártást is bevezette a tradicionális kiadóban (nolTV.HU). A Vasárnapi Népszabadság kiadását a 2008-as válság, valamint az előre vetített vasárnapi boltbezárás megakadályozta.
A svájci Ringier és a német Axel Springer 2010-ben bejelentette a közép-európai térségben a leányvállalataik fúzióját, melyet követően 2010 júniusától a Ringier Kiadó Kft. és a svájci Ringier AG. tanácsadójaként dolgozott a fúzió magyarországi megvalósításán.
2013-ban csatlakozott  a Híd Rádió Rt. és a Lapcom Kft. tulajdonosváltozásakor létrejött Lapcom Zrt-hez és ott mint HR és szervezetfejlesztési igazgatóként valamint a jogi területért felelős igazgatóként kezdte meg munkáját. A felsővezetés tagjaként két megyei lap Kisalföld, Délmagyarország és a Bors országos bulvárlap kiadóinak integrációját hajtotta végre. Így a kiadónak fizetős nyomtatott termékei naponta 160 ezer példányban keltek el, és több mint 600 ezer olvasójuk volt. A kisalfold.hu, a delmagyar.hu és a borsonline.hu híroldalaknak együttesen naponta mintegy 170 ezer egyedi látogatója volt.
2018. novemberétől Andy Vajna új tulajdonos érkezésekor, elődje lemondását követően a Lapcom vezérigazgatói pozícióját töltött be. Ebben a székben rövid időt töltött, elsődleges feladata volt egy ismételt tulajdonosváltás menedzselése, amikoris Vajna felajánlotta cégét a KESMA alapítványnak.
2019 májusában saját kezdeményezésére közös megegyezéssel kilépett a cégtől, hogy 2019 szeptember 01.től visszatérjen korábbi kiadójához az addigra már megvalósult fúzió után létrejött Ringier Axel Springer Magyarország Kft.-hez immáron ügyvezetőként.
A 2022-ben lezáródott újabb tulajdonosi struktúra változását követően ismét a 100%-os svájci Ringier tulajdonában lévő magyarországi leányvállalat a Ringier Hungary Kft. ügyvezetője, egyben felelős kiadója a Blikk, Vasárnapi Blikk. piacvezető országos napilapoknak, a Kiskegyed és a Blikk Nők het magazinoknak,  a Glamour piacvezető glossy havilapnak és a NOIZZ, Egészségkalauz, GEO, AutoBild, kiadványoknak, számos műsorújságnak és keresztrejtvény kiadványoknak. Érkezése után a vállalat intenzív digitális fejlesztéseket indított. Új koncepciót alkotott és megújította a blikk.hu-t amivel piacvezető hírportállá nőtt az oldal, megújította a glamouronline-t, fizetős online tartalomszolgáltatás bevezetésével, átalakította az egészségkalauz.hu-t, mely szintén a szegmense meghatározó szereplőjévé vált. Sikerrel vezette be a Kiskegyed online változatát a kiskegyed.hu-t.

### Iparági feladatvállalásai
Az általa képviselt vállalatok súlya, vállalati és személyes szakmai álláspontja alapján számos szervezet képviseletében vállal szerepet:
2006-tól a Magyar Lapkiadók Egyesületének (MLE) Elnökségi tagja, 2011-től annak elnöke.
2011-től a World Association News Publisher Nemzetközi Lapkiadók Szövetségének board, supervisory board tagja.
2014-től a Magyar Terjesztés-ellenőrző Szövetség (MATESZ) elnöke.
2010-ben alapítóként képviselte a Népszabadságot a MédiaUnió  kezdeményezésben.
2010-2013 között az Önszabályozó Reklámtestület (ÖRT) választmányának tagja.
2010-2014 között a Magyar Labdarúgó-szövetség (MLSz), marketing és média bizottságának tagja.
2012-óta a Nemzeti Olvasottság Kutatás (NOK) Felügyelő testületének tagja, a tulajdonosi képviselő.
2021-óta a Magyar Reklámszövetség (MRSz) elnökségének tagja.